# Вторжение (сериал)
«Вторжение» (англ. Invasion) — американский научно-фантастический сериал, который транслируют на Apple TV+. Режиссёрами проекта стали Аманда Марсалис, Якоб Вербрюгген и Джэми Пэйн, главные роли играют Гольшифте Фарахани, Шамир Андерсон, Сиори Куцуна, Фирас Нассар. Первый сезон вышел 22 октября 2021 года, второй — 23 августа 2023 года, третий сезон находится в работе. Шоу получило противоречивые отзывы критиков.

## Сюжет
В центре сюжета — вторжение на Землю инопланетян, которое показано глазами людей, живущих в разных частях планеты — в Японии, Афганистане, США, Великобритании. Соответственно сериал снят на трёх языках — английском, японском и языке пушту.

## В ролях
- Гольшифте Фарахани — Аниша Малик, сирийская беженка
- Шамир Андерсон — Тревант Коул, американский солдат
- Сиори Куцуна — Мицуки Ямато, сотрудница японского отдела NASA
- Фирас Нассар — Ахмед Малик, муж Аниши, беженец
- Билли Бэррэтт — Каспер Морроу, английский школьник
- Эжи Робертсон — Люк Малик, сын Аниши
- Тара Моайеди — Сара Малик, дочь Аниши
- Даисукэ Цудзи — Каито Кавагучи, программист, сотрудник японского отдела NASA
- Синго Усами — Акира Хасимото, директор японского отдела NASA
- Индия Браун — Ямила Хастон, английская школьница
- Ринко Кикути — Хината, японская космонавтка
- Сэм Нилл — Джим Белл Тайсон, шериф

## Сезоны
| Сезон | Серии | Серии | Даты показа      | Даты показа      |
| Сезон | Серии | Серии | Первая серия     | Последняя серия  |
| ----- | ----- | ----- | ---------------- | ---------------- |
| 1     | 10    | 10    | октябрь 22, 2021 | декабрь 10, 2021 |
| 2     | 10    | 10    | август 23, 2023  | октябрь 25, 2023 |

## Список эпизодов

### Сезон 1 (2021)
| № общий | № в сезоне | Название                          | Режиссёр           | Автор сценария                                                                                       | Дата премьеры   |
| ------- | ---------- | --------------------------------- | ------------------ | --- | --------------- |
| 1       | 1          | «Последний день» «Last Day»       | Джэйкоб Вербрюгген | Саймон Кинберг и Дэвид Уэйл                                                                          | 22 октября 2021 |
| 2       | 2          | «Авария» «Crash»                  | Джэйкоб Вербрюгген | Саймон Кинберг и Дэвид Уэйл                                                                          | 22 октября 2021 |
| 3       | 3          | «Орион» «Orion»                   | Джейми Пейн        | Саймон Кинберг и Дэвид Уэйл                                                                          | 22 октября 2021 |
| 4       | 4          | «Король мертв» «The King Is Dead» | Джейми Пейн        | Саймон Кинберг                                                                                       | 29 октября 2021 |
| 5       | 5          | «Возвращение домой» «Going Home»  | Аманда Марсалис    | Саймон Кинберг                                                                                       | 5 ноября 2021   |
| 6       | 6          | «Вторжение домой» «Home Invasion» | Аманда Марсалис    | Эндрю Болдуин                                                                                        | 12 ноября 2021  |
| 7       | 7          | «Надежда» «Hope»                  | Аманда Марсалис    | Телесценарий Эндрю Болдуин и Саймон Кинберг История Саймон Кинберг и Дэвид Джей Розен                | 19 ноября 2021  |
| 8       | 8          | «Контакт» «Contact»               | Аманда Марсалис    | Телесценарий Эндрю Болдуин и Саймон Кинберг История Саймон Кинберг, Эндрю Болдуин и Гурсимран Сандху | 25 ноября 2021  |
| 9       | 9          | «Полный звезд» «Full of Stars»    | Джэйкоб Вербрюгген | Эндрю Болдуин и Саймон Кинберг                                                                       | 3 декабря 2021  |
| 10      | 10         | «Первый день» «First Day»         | Джэйкоб Вербрюгген | Эндрю Болдуин и Саймон Кинберг                                                                       | 10 декабря 2021 |

### Сезон 2 (2023)
| № общий | № в сезоне | Название                                                    | Режиссёр      | Автор сценария                                                | Дата премьеры    |
| ------- | ---------- | ----------------------------------------------------------- | ------------- | ------------------------------------------------------------- | ---------------- |
| 11      | 1          | «Что-то изменилось» «Something's Changed»                   | Алик Сахаров  | Саймон Кинберг                                                | 23 августа 2023  |
| 12      | 2          | «Погоня за призраками» «Chasing Ghosts»                     | Алик Сахаров  | Татьяна Суарез-Пико                                           | 30 августа 2023  |
| 13      | 3          | «Фейерверк» «Fireworks»                                     | Алик Сахаров  | Адити Капиль                                                  | 6 сентября 2023  |
| 14      | 4          | «Туннель» «The Tunnel»                                      | Брэд Андерсон | Дэн Дитц                                                      | 13 сентября 2023 |
| 15      | 5          | «Голос с той стороны» «A Voice From the Other Side»         | Алик Сахаров  | Дональд Йо                                                    | 20 сентября 2023 |
| 16      | 6          | «Точки давления» «Pressure Points»                          | Брэд Андерсон | Телесценарий Дональд Йо История Дональд Йо и Удзоамака Мадука | 27 сентября 2023 |
| 17      | 7          | «Вниз по кроличьей норе» «Down the Rabbit Hole»             | Брэд Андерсон | Дэн Дитц                                                      | 4 октября 2023   |
| 18      | 8          | «Космический океан» «Cosmic Ocean»                          | Клаудия Льоса | Адити Капиль                                                  | 11 октября 2023  |
| 19      | 9          | «Прорыв» «Breakthrough»                                     | Матиас Хендл  | Татьяна Суарез-Пико                                           | 18 октября 2023  |
| 20      | 10         | «Старые друзья, новые границы» «Old Friends, New Frontiers» | Матиас Хендл  | Дэн Дитц и Саймон Кинберг                                     | 25 октября 2023  |

## Создание и оценки
Шоураннерами «Вторжения» стали Саймон Кинберг и Дэвид Вейл, режиссёрами — Аманда Марсалис, Якоб Вербрюгген и Джэми Пэйн. Главные роли получили Гольшифте Фарахани, Шамир Андерсон, Сиори Куцуна, Фирас Нассар. Бюджет первого сезона составил приблизительно 200 миллионов долларов США. Премьерный показ начался на Apple TV+ 22 октября 2021 года. В декабре сериал был продлен на второй сезон, который вышел на экраны 23 августа 2023 года. В феврале 2024 года был заказан третий сезон.
На сайте-агрегаторе отзывов Rotten Tomatoes «Вторжение» получило рейтинг 48 % со средней оценкой 5,6 из 10. Рецензенты с этого ресурса констатировали, что действие развивается слишком медленно. На сайте Metacritic сериал получил 51 балл из 100, что означает «смешанные или средние отзывы». Ник Аллен с RogerEbert.com охарактеризовал «Вторжение» как «захватывающий сериал о людях, а не об инопланетянах». Дэниелу Файнбергу (The Hollywood Reporter) шоу показалось «сначала забавным, затем раздражающим и, наконец, просто сбивающим с толку»; при этом критик высоко оценил игру Сэма Нилла в пилотной серии.
Александр Плякин из «Комсомольской правды» тоже написал о слишком низком темпе повествования и о том, что при переходе от одной сюжетной линии к другой слишком часто теряется «градус напряжения». Алихан Исрапилов с «Фильм.ру» охарактеризовал «Вторжение» как «на удивление утомительный и лишенный экшена проект о том, как люди решают свои проблемы на фоне инопланетного вторжения». По мнению критика, концепция сериала интригует, но она воплощена в жизнь «довольно поверхностно и примитивно». Ярослав Забалуев («Москвич MAG») счёл, что шоу нужно «дать шанс и время».
Рейтинг второго сезона на Rotten Tomatoes составил 64 % при средней оценке 6,1 из 10. Рецензенты констатировали, что шоу стало заметно более масштабным и эффектным. Оценка на Metacritic составила 63 балла из 100, что означает «в целом благоприятные отзывы».
В январе 2024 года «Вторжение» было номинировано на 22-ю премию Общества специалистов по визуальным эффектам.